# Druk pośredni
Druk pośredni – sposób drukowania, w którym środek barwiący nie jest przenoszony bezpośrednio z formy drukowej na podłoże drukowe, lecz przechodzi najpierw na powierzchnię pośrednią na dodatkowym elemencie, co w niektórych technikach jest niezbędne dla przeprowadzenia druku lub też może ten druk usprawnić.
W poligrafii, w technikach offsetowych stosowany jest cylinder pośredni z obciągiem kompensujący nierówności podłoża, a w typooffsecie jest wręcz niezbędny dla uzyskania w druku barwnym odpowiedniej dokładności elementów obrazu.
Druk pośredni spotykany jest też w szeregu komputerowych urządzeń drukujących, np. w kolorowych czteroprzebiegowych drukarkach laserowych, gdzie toner kolejno w czterech kolorach jest najpierw nakładany na wspólny element pośredni, skąd dopiero potem wędruje za jednym razem na podłoże.